# Top Model po-russki (mùa 2)
Top Model po-russki, Mùa 2 là mùa thứ hai của Top Model po-russki dựa theo America's Next Top Model  của Tyra Banks. Chương trình được phát sóng vào tháng 9 tới tháng 11 năm 2011. Host Ksenia Sobchak và Inna Zobova trở lại làm giám khảo, nhưng Elena Suprun và Mikhail Korolev đã được thay thế bởi stylist kiêm nhà thiết kế thời trang và người dẫn chương trình Vlad Lisovets và người mẫu nam Danila Polyakov.
Điểm đến quốc tế của mùa này là Luân Đôn dành cho top 6.
Người chiến thắng trong cuộc thi là Katya Bagrova, 18 tuổi từ Nizhny Novgorod. Gói giải thưởng cho cô bao gồm: một hợp đồng người mẫu với Wilhelmina Models ở Luân Đôn, một hợp đồng với Max Factor và lên ảnh bìa tạp chí Cosmopolitan Shopping & trang biên tập cho tạp chí Cosmopolitan.

## Các thí sinh
(Tính tuổi lúc tham gia ghi hình)
| Thí sinh                  | Tuổi | Chiều cao              | Quê quán         | Bị loại ở | Hạng              |
| ------------------------- | ---- | ---------------------- | ---------------- | --------- | ----------------- |
| Arnela Butuyeva           | 18   | 180 cm (5 ft 11 in)    | Moskva           | Tập 2     | 14                |
| Liza Oleshko              | 18   | 178 cm (5 ft 10 in)    | Saint Petersburg | Tập 3     | 13                |
| Anzhelika Yakuseva        | 20   | 174 cm (5 ft 8+1⁄2 in) | Ufa              | Tập 4     | 12                |
| Sveta Babiy               | 22   | 173 cm (5 ft 8 in)     | Tolyatti         | Tập 5     | 11                |
| Nastya Belkina            | 20   | 184 cm (6 ft 1⁄2 in)   | Krasnodar        | Tập 6     | 10                |
| Margo Lukina              | 18   | 170 cm (5 ft 7 in)     | Novosibirsk      | Tập 6     | 9                 |
| Vera Butakova             | 22   | 170 cm (5 ft 7 in)     | Samara           | Tập 7     | 8 (dừng cuộc thi) |
| Anzhelika Tikhonenko      | 19   | 178 cm (5 ft 10 in)    | Irkutsk          | Tập 8     | 7                 |
| Dobromira Nepomnyashchaya | 20   | 174 cm (5 ft 8+1⁄2 in) | Krasnoyarsk      | Tập 10    | 6                 |
| Katya Streltsova          | 22   | 180 cm (5 ft 11 in)    | Moskva           | Tập 11    | 5                 |
| Alina Fedulova            | 21   | 175 cm (5 ft 9 in)     | Nizhny Novgorod  | Tập 12    | 4                 |
| Olga Ponomar              | 21   | 177 cm (5 ft 9+1⁄2 in) | Stavropol        | Tập 13    | 3                 |
| Yulya Vlasenko            | 20   | 180 cm (5 ft 11 in)    | Saint Petersburg | Tập 14    | 2                 |
| Katya Bagrova             | 18   | 178 cm (5 ft 10 in)    | Nizhny Novgorod  | Tập 14    | 1                 |

## Thứ tự gọi tên
| Thứ tự | Tập          | Tập          | Tập          | Tập          | Tập          | Tập          | Tập          | Tập          | Tập       | Tập      | Tập      | Tập            | Tập      | Tập | Tập | Tập |
| Thứ tự | 1            | 2            | 3            | 4            | 5            | 6            | 7            | 8            | 10        | 11       | 12       | 13             | 14       |     |     |     |
| ------ | ------------ | ------------ | ------------ | ------------ | ------------ | ------------ | ------------ | ------------ | --------- | -------- | -------- | -------------- | -------- | --- | --- | --- |
| 1      | Dobromira    | Sveta        | Katya S.     | Katya S.     | Katya B.     | Katya B.     | Olga         | Alina        | Yulya     | Olga     | Katya B. | Katya B. Yulya | Katya B. |     |     |     |
| 2      | Liza         | Alina        | Dobromira    | Alina        | Nastya       | Olga         | Alina        | Olga         | Katya S.  | Yulya    | Olga     | Katya B. Yulya | Yulya    |     |     |     |
| 3      | Katya S.     | Anzhelika Y. | Anzhelika T. | Olga         | Vera         | Yulya        | Katya S.     | Dobromira    | Olga      | Katya B. | Yulya    | Olga           |          |     |     |     |
| 4      | Yulya        | Katya S.     | Katya B.     | Yulya        | Yulya        | Katya S.     | Katya B.     | Yulya        | Alina     | Alina    | Alina    |                |          |     |     |     |
| 5      | Vera         | Yulya        | Alina        | Katya B.     | Anzhelika T. | Anzhelika T. | Anzhelika T. | Katya S.     | Katya B.  | Katya S. |          |                |          |     |     |     |
| 6      | Olga         | Dobromira    | Sveta        | Nastya       | Margo        | Alina        | Yulya        | Katya B.     | Dobromira |          |          |                |          |     |     |     |
| 7      | Anzhelika Y. | Olga         | Vera         | Dobromira    | Olga         | Dobromira    | Vera         | Anzhelika T. |           |          |          |                |          |     |     |     |
| 8      | Arnela       | Margo        | Nastya       | Sveta        | Dobromira    | Vera         | Dobromira    |              |           |          |          |                |          |     |     |     |
| 9      | Sveta        | Vera         | Margo        | Anzhelika T. | Katya S.     | Margo        |              |              |           |          |          |                |          |     |     |     |
| 10     | Alina        | Katya B.     | Olga         | Margo        | Alina        | Nastya       |              |              |           |          |          |                |          |     |     |     |
| 11     | Anzhelika T. | Nastya       | Anzhelika Y. | Vera         | Sveta        |              |              |              |           |          |          |                |          |     |     |     |
| 12     | Katya B.     | Anzhelika T. | Yulya        | Anzhelika Y. |              |              |              |              |           |          |          |                |          |     |     |     |
| 13     | Nastya       | Liza         | Liza         |              |              |              |              |              |           |          |          |                |          |     |     |     |
| 14     | Margo        | Arnela       |              |              |              |              |              |              |           |          |          |                |          |     |     |     |

     Thí sinh bị loại
     Thí sinh bị loại trước phòng đánh giá
     Thí sinh dừng cuộc thi
     Thí sinh ban đầu bị loại nhưng được cứu
     Thí sinh chiến thắng cuộc thi
- Tập 1 là tập casting.
- Trong tập 6, Nastya bị loại ở phần thử thách vì là người thể hiện tệ nhất.
- Trong tập 7, Dobromira là người ban đầu bị loại nhưng được cứu vì Vera quyết định dừng cuộc thi.
- Tập 9 là tập ghi lại khoảnh khắc từ đầu cuộc thi.
- Trong tập 13, không có thứ tự gọi tên. Olga đã bị loại ngay sau lần thảo luận cuối cùng còn Katya B. và Yulya được vào chung kết.

### Buổi chụp hình
- Tập 1: Cướp biển (casting)
- Tập 2: Ảnh quảng cáo sản phẩm của Gillette Venus Embrace trong áo tắm
- Tập 3: Ảnh chân dung quảng cáo mỹ phẩm Max Factor
- Tập 4: Thiên thần bay trên trời với Danila Polyakov
- Tập 5: Diễn viên trong rạp xiếc
- Tập 6: Búp bê
- Tập 7: Hóa thành 8 nhân vật chính trong bộ phim 8 Women
- Tập 8: Ảnh quảng cáo sản phẩm của Blend a Med trên thảm đỏ
- Tập 10: Cô dâu trong rừng
- Tập 11: Tiệc trà của Alice ở xứ sở thần tiên
- Tập 12: Ảnh quảng cáo cho hãng quần áo Otto
- Tập 13: Quảng cáo Max Factor
- Tập 14: Đồ lót Nichole de Carle London trong ngôi nhà hoang